# Tonya Lewis Lee
Tonya Lewis Lee (nacida como Tonya Linnette Lewis; 30 de marzo de 1966) es una productora de cine y televisión, escritora, empresaria y activista estadounidense. Es la esposa del cineasta Spike Lee.

## Carrera
Lewis fundó la compañía de producción Madstone Films Company Inc. en 1998, mediante la cual ha publicado la serie de libros infantiles Please Baby Please y ha creado contenidos para el canal Nickelodeon.
Fue portavoz de A Healthy Baby Begins With You, una campaña de concienciación sobre la mortalidad infantil promovida por la Oficina de Salud de las Minorías del Departamento de Salud y Servicios Humanos de los Estados Unidos entre 2007 y 2013. Produjo además el documental Crisis in the Crib: Saving Our Nation's Babies y fundó Healthy You Now, una plataforma web enfocada en la salud de la mujer. En 2015 fundó Movita, una compañía de vitaminas orgánicas que se vende a través del comercio electrónico.
Como productora de cine y televisión, en 2014 Lewis Lee fundó ToniK Productions junto con su socia Nikki Silver, empresa encargada de producir contenidos familiares. Desde su fundación, ToniK ha producido varios proyectos, incluyendo The Watsons Go To Birmingham (escrita por Lewis), The Giver, She's Gotta Have It y Monster.

## Filmografía

### Cine
- The Watsons Go to Birmingham
- Monster

### Televisión
- I Sit Where I Want: The Legacy of Brown v. the Board of Education
- Miracle's Boys
- That's What I'm Talking About
- Crisis in the Crib: Saving Our Nations Babies
- She's Gotta Have It

## Libros
- Please Baby Please
- Please Puppy Please
- Giant Steps to Change the World
- Gotham Diaries